# 2011 UN63
Az 2011 UN63 egy kisbolygó a Mars trójai csoportjában. A Mount Lemmon Survey program keretein belül fedezték fel 2011. október 21-én.